# Oberkochen
Oberkochen es una ciudad del distrito de Ostalb, en el estado de Baden-Württemberg, Alemania.

## Etimología
El nombre "Oberkochen" consta de 2 palabras en alemán. "Ober", que significa sobre y "Kocher", el nombre del río que pasa por la zona. El nombre cobra sentido al compararlo con la localidad de Unterkochen, ya que "unter" significa bajo y ese asentamiento se encuentra río abajo.

## Geografía
Oberkochen está localizado en los valles de los ríos Kocher y Langertbach, entre el área de Albuch (norte y oeste) y la de Härtsfeld (este). El punto más alto es la montaña Volkmarsberg, con una altura de 743 m.
La ciudad se divide en el centro urbano y suburbios (Spitztal, Lenzhalde, Brunnenhalde y Heide).

## Infraestructura

### Transportes
Se puede llegar mediante la Bundesstraße 19, que recorre el valle de Kocher-Brenz de norte a sur. Oberkochen tiene 2 conexiones con la Bundesstraße, Oberkochen Norte ("Oberkochen-Nord") y Oberkochen Sur ("Oberkochen-Süd"). La Autobahnmás cercana es la Bundesautobahn 7 en la conexión Aalen-Oberkochen.
No posee semáforos, por lo que el tráfico se controla por rotondas y cruces peatonales.
Por tren, está conectada por la línea férrea Brenz, utilizada por la Regional-Express de la empresa DB Regio. La estación más cercana que opera servicios nacionales e internacionales es la de Aalen, a 10 km y con viaje directo.
La ciudad no posee aeropuerto, siendo el más cercano el aeropuerto de Stuttgart  a 90 km de Oberkochen.

### Educación
Oberkochen tiene 3 jardines infantiles municipales y uno católico, 2 centros primarios y uno de educación especial. Existe un gymnasium (Ernst-Abbe-Gymnasium), en honor a Ernst Abbe. No tiene universidades.
La universidad popular local está en el ayuntamiento. La biblioteca municipal está en una antigua iglesia protestante.

## Economía
Después de la Segunda Guerra Mundial, los aliados trasladaron la sede de Zeiss a Oberkochen. En la actualidad la sede principal de Zeiss continúa estando en la ciudad. Otra importante compañía con sede en el lugar es Leitz, fabricante de herramientas de procesamiento de madera.

## Ciudades hermanas
Oberkochen está hermanada con:
- Dives-sur-Mer, Francia (1984)
- Montebelluna, Italia  (1992)
- Mátészalka, Hungría (2008)